# 彼得·諾維克
彼得‧諾維克（Peter Novick，1934年7月26日—2012年2月17日），美國歷史學家，曾任芝加哥大學歷史學教授。2012年於芝加哥死於肺癌。
諾維克最知名的作品為《那高尚的夢想：“客觀性問題"與美國歷史學界》以及《美國日常生活中的納粹大屠殺》。後者在非美國地區以《納粹大屠殺與集體記憶》(The Holocaust and Collective Memory)為名出版。